# Église Saint-Taurin d'Évreux
L'église Saint-Taurin située à Évreux est dédiée à Taurin d'Évreux, premier évêque de la ville. L'ancienne abbaye est protégée au titre des monuments historiques : la tour Saint-Taurin fait l’objet d’un classement par liste de 1840 ; L'église est classé par liste de 1846 ; divers vestiges des bâtiments de l'abbaye sont inscrits par arrêté du 2 octobre 1996.

## Historique
L'église Saint-Taurin faisait partie d'un ancien monastère bénédictin installé immédiatement à l'ouest du centre-ville d'Évreux, dans un secteur sillonné de canaux et de bras de l'Iton.
Selon la légende de saint Taurin, le tombeau de ce saint évêque aurait été découvert par Landulf au VIe siècle, lequel aurait construit sur cet emplacement un modeste oratoire en bois, détruit lors des invasions normandes à la fin du IXe siècle.
Après le traité de Saint-Clair-sur-Epte de 911 et à la suite de la réorganisation de la nouvelle province de Normandie, l'abbaye Saint-Taurin fut fondée par Richard Ier de Normandie dit « Richard sans peur », vers 950.
Robert le Magnifique, père de Guillaume le Conquérant, plaça l'abbaye sous la dépendance de l 'abbaye de la Trinité de Fécamp qui restaura l'abbaye d'hommes. Le monastère fut l'objet de nombreuses destructions durant le conflit opposant les ducs de Normandie (devenus rois d'Angleterre) et les rois de France, et menaçait ruine. En 1195, lors de la prise de la ville par Philippe Auguste, l'abbaye fut incendiée en même temps que la ville d'Évreux, et dut être presque entièrement reconstruite. En 1197, le comte de Meulan, Robert II accorde à l'abbaye 20 sous angevins sur les cens de Beaumont, et le 13 avril 1203, il délivre un acte en faveur de Saint-Taurin d'Évreux à qui il donne l'usage du bois dans la forêt de Brotonne, in monte Gocelini.
Au XIIIe siècle, Gilbert de Saint-Martin fut élu abbé. Sous son gouvernement, l'abbaye devint indépendante. C'est à lui aussi que l'on doit la châsse de saint Taurin, ainsi que le portail sud. En octobre 1259, le roi Louis IX vint à l'abbaye à l'occasion du sacre de Raoul de Grosparmi, nommé évêque du diocèse.
Par la suite, avec la mise en place du régime de la commende, l'abbaye tomba en décadence. Il fallut attendre le XVIIe siècle pour que la réforme bénédictine amène la congrégation de Saint-Maur à reprendre l'abbaye en 1642. L'église était en ruine ; les trois dernières travées de la nef durent d'ailleurs être démolies. Ce sont les mauristes qui construisirent le portail actuel, de style classique.
Sous la Révolution, le frère Louis Janthia, moine de l'abbaye, est conduit à Paris par les autorités révolutionnaires et exécuté le 26 juillet 1794. L'église abbatiale est transformée en salpêtrière, les derniers moines en ayant été chassés. Elle n'est rendue au culte qu'en 1801 et devient alors église paroissiale, en remplacement de l'église Saint-Gilles située alors dans le cimetière qui occupait l'actuelle place Saint-Taurin qui, avec ses arbres, constitue un site naturel classé.

## Description
Le chœur est de style gothique du XVe siècle, tandis que la nef est un mélange de roman du XIIe siècle, par les piliers et arcatures du bas-côté nord, et par le pilier sud-ouest de la croisée du transept, et gothique du XVe siècle, par ses voûtes, fenêtres et triforium nord. On y trouve aussi du style Renaissance.
De l'extérieur, en plus du portail de style classique, du XVIIe siècle, on peut voir le portail sud, donnant sur la place, avec son tympan martelé, représentant le Christ entouré des Évangélistes qui possédaient un corps humain et une tête montrant l'animal symbolique qui leur était attribué.

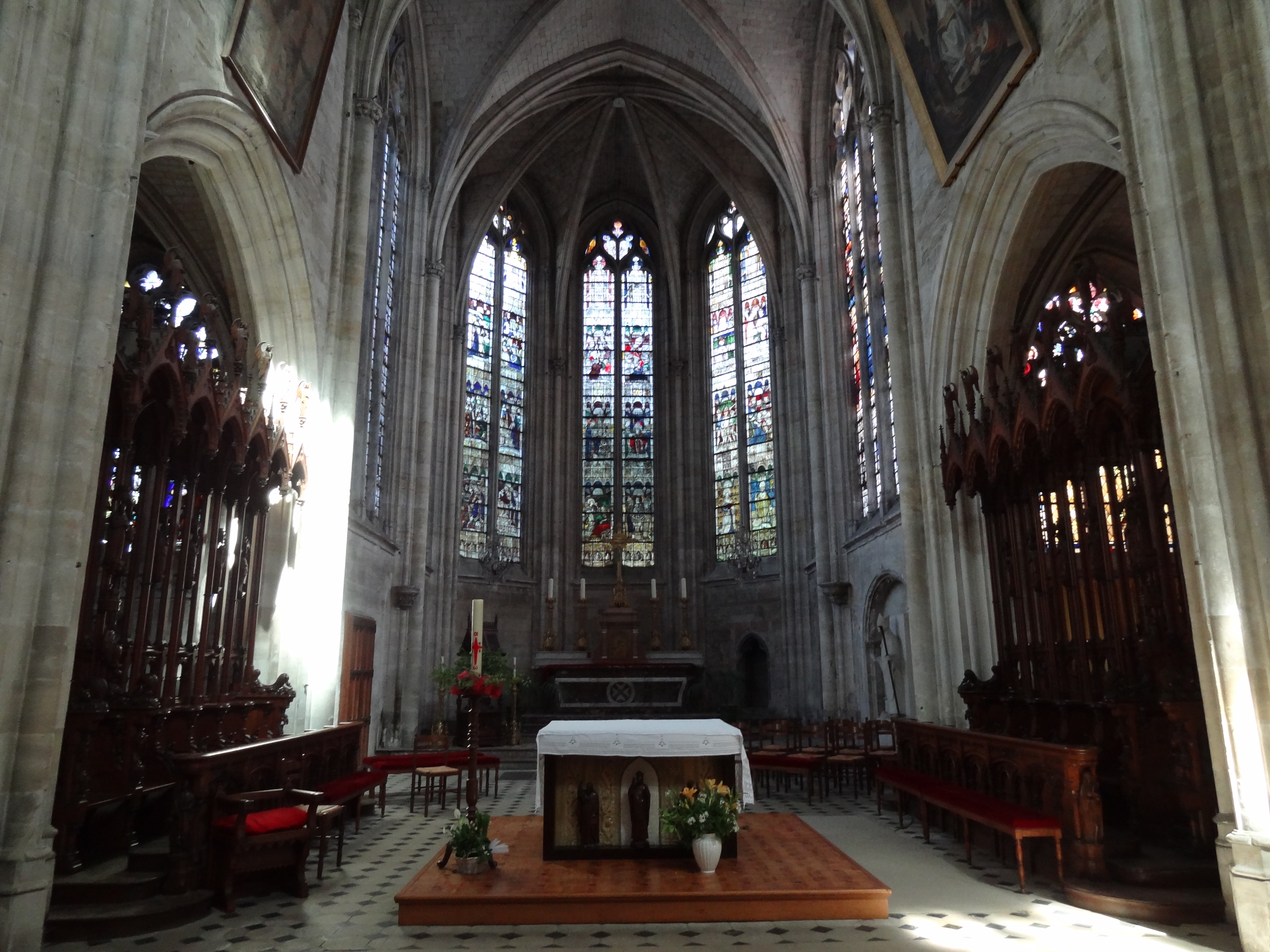
Le chœur de style gothique.
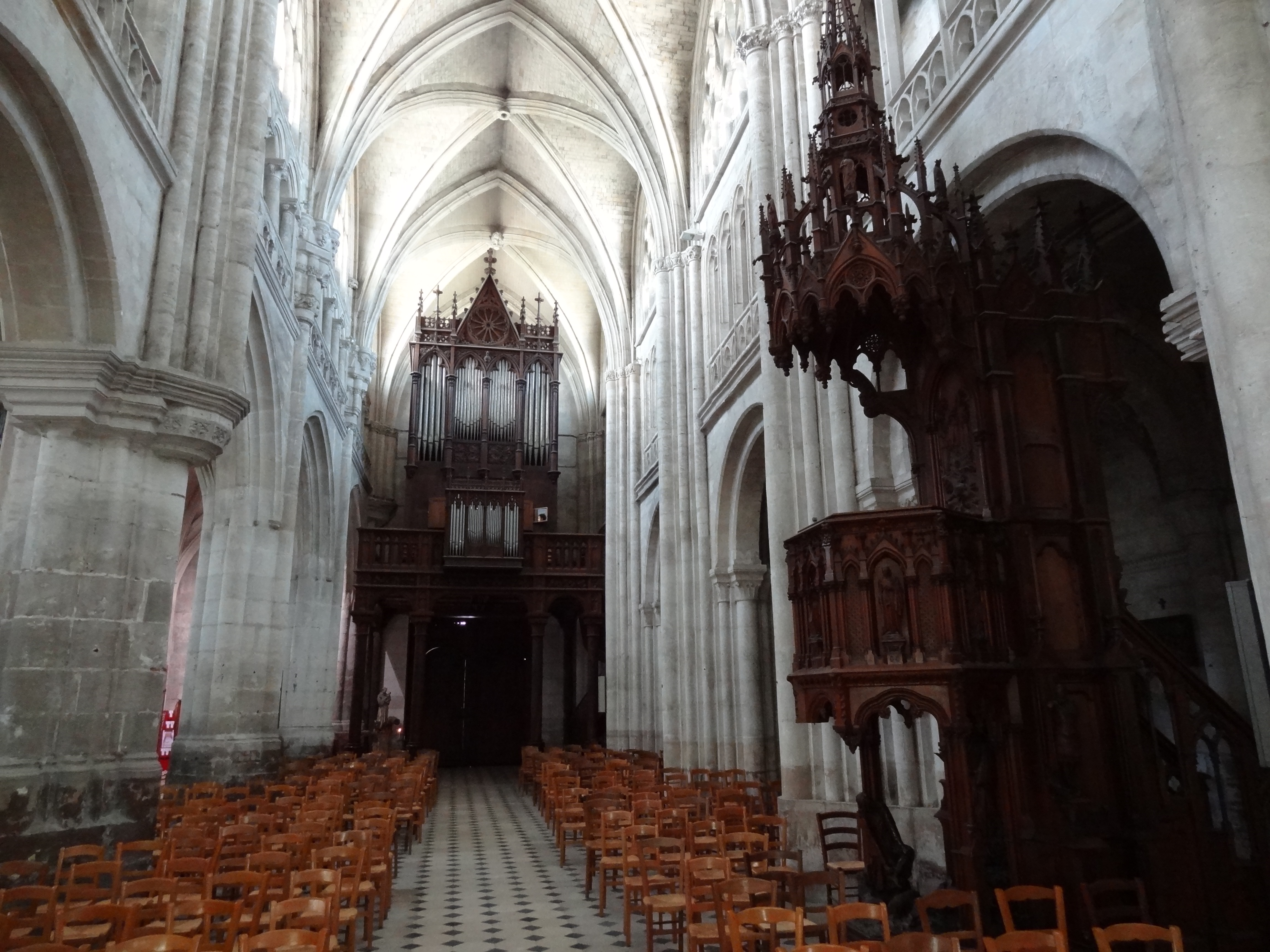
La nef.
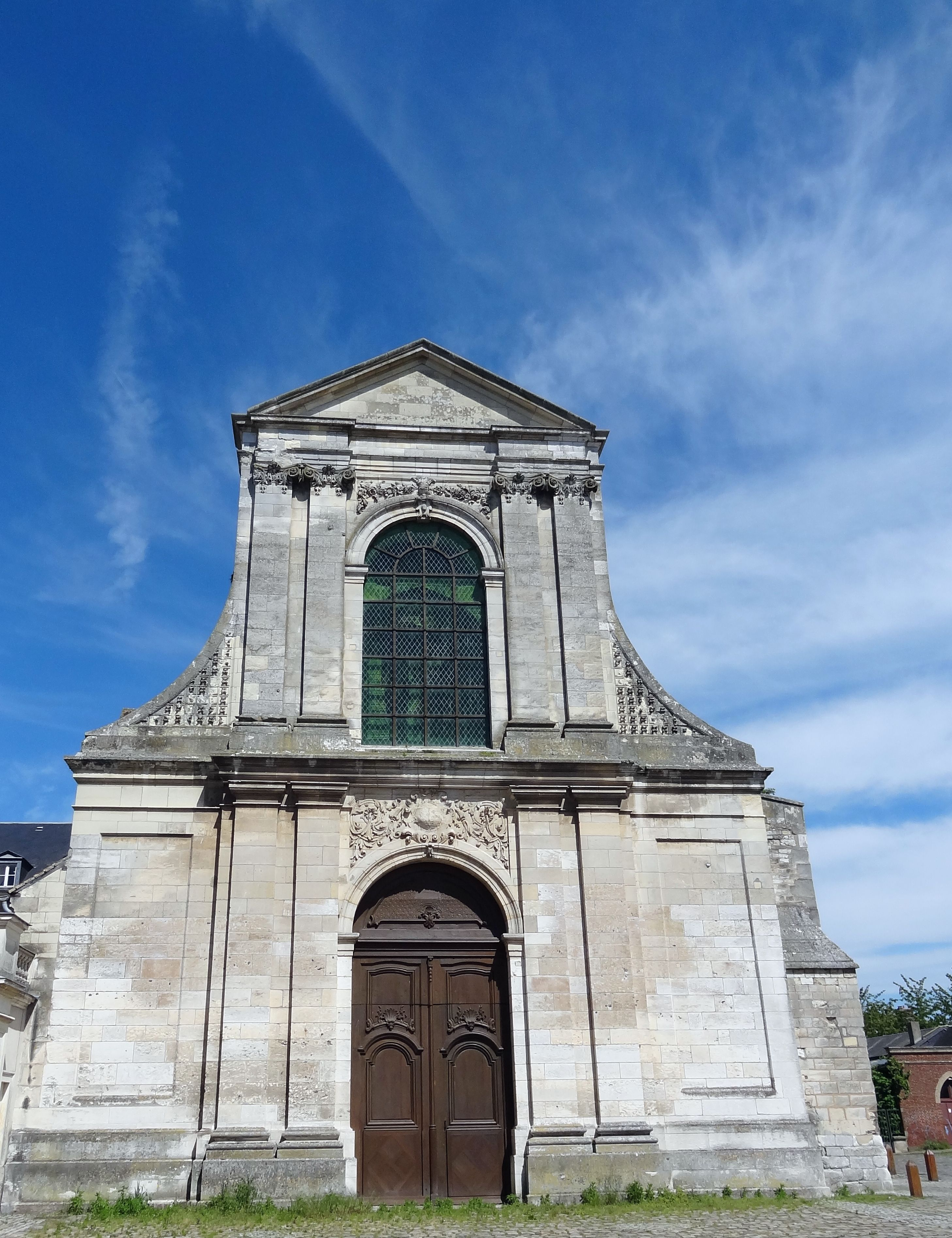
Le portail ouest.
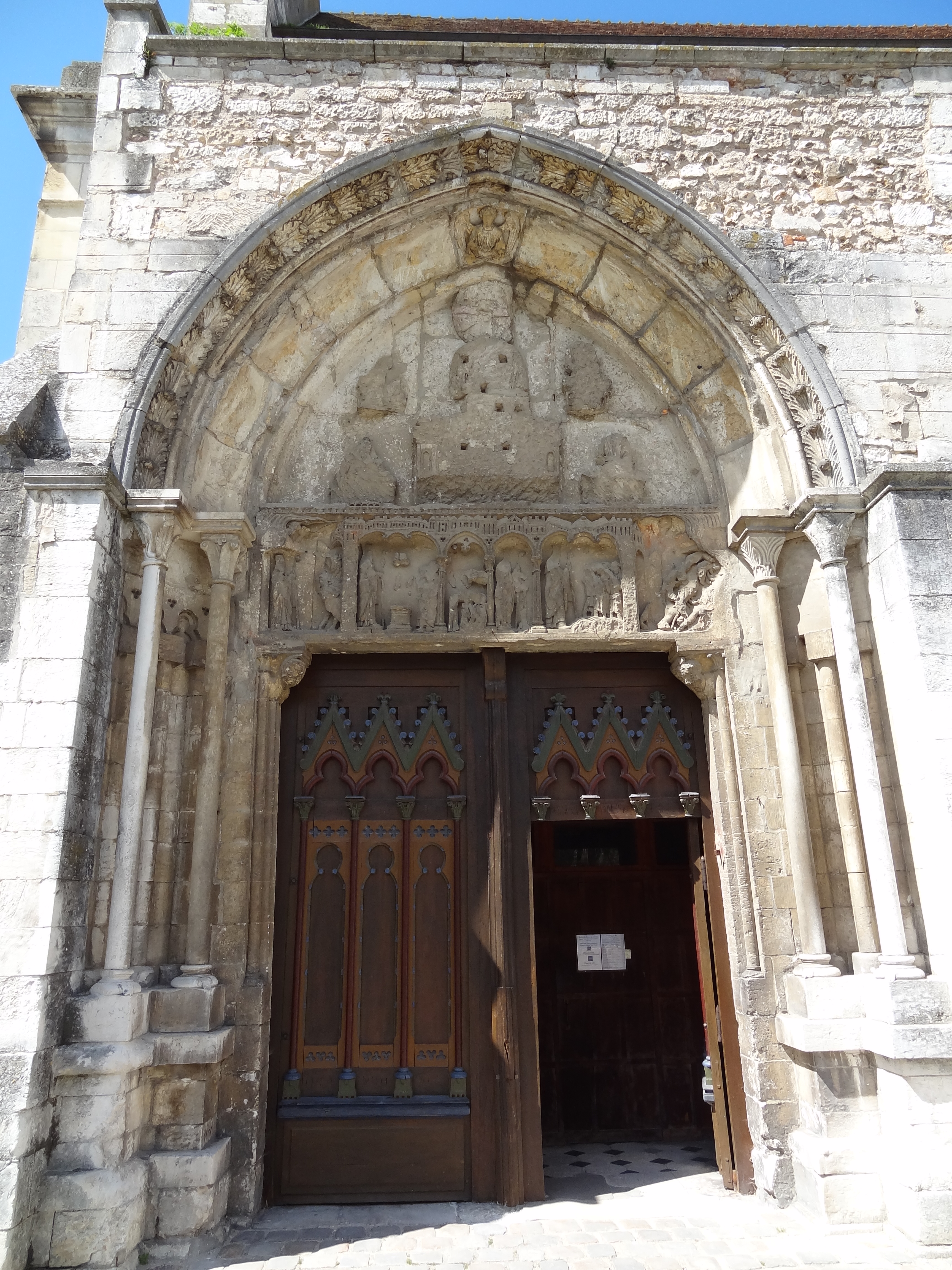
Le portail sud.

## Vitraux
- Les trois verrières de l'abside du chœur datent du XVe siècle. Elles représentent des scènes de la vie de saint Taurin, l'annonce de sa naissance, son baptême, son arrivée dans la ville, etc.
- Les deux grandes verrières du chœur sont aussi du XVe siècle, et représentent la dormition de la Vierge et l'Ascension.
- Les fenêtres intermédiaires représentent la légende de saint Leufroy, elles sont du XIXe siècle[9].
- La verrière du croisillon sud est du XVe siècle et représente un évêque, sainte Catherine, saint Augustin, saint Ambroise et saint Grégoire.
- Les verrières du bas-côté sud sont de Max Ingrand et montrent successivement :
  - Noé après le déluge ;
  - Le sacrifice d'Isaac ;
  - Le pressoir mystique ;
  - La Messe.
- Les vitraux du chœur de l'église, relatant la vie légendaire de saint Taurin.

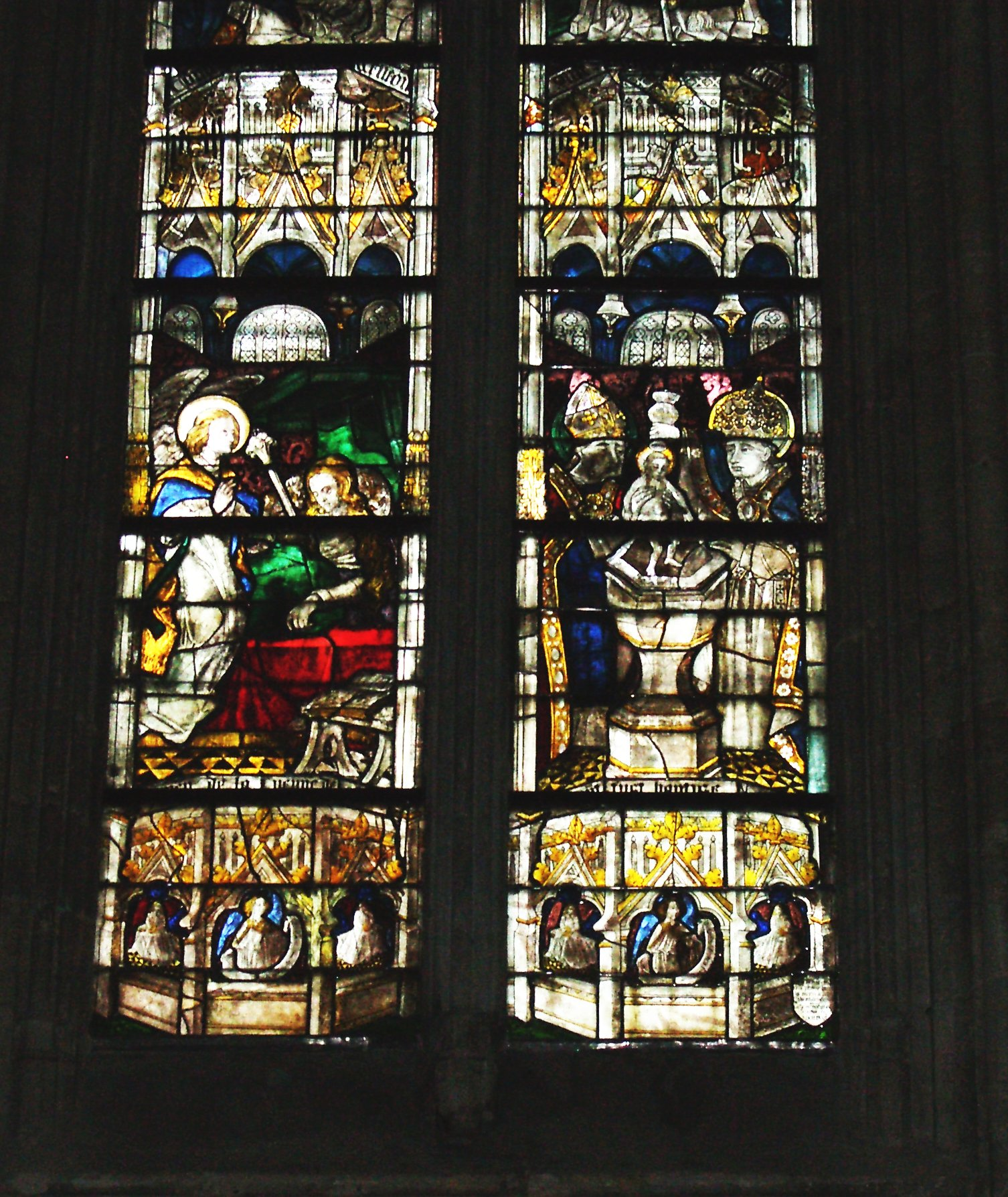
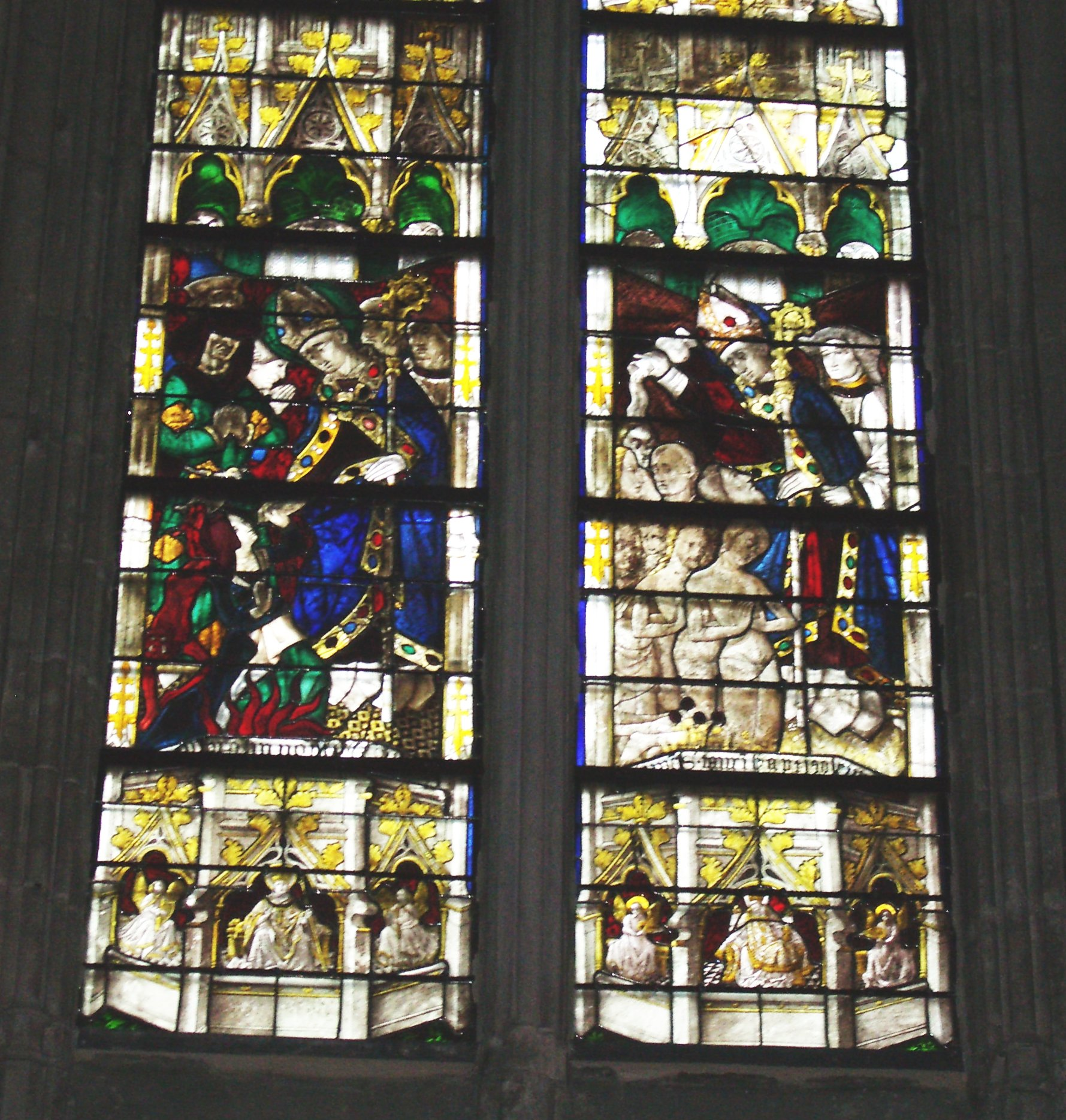
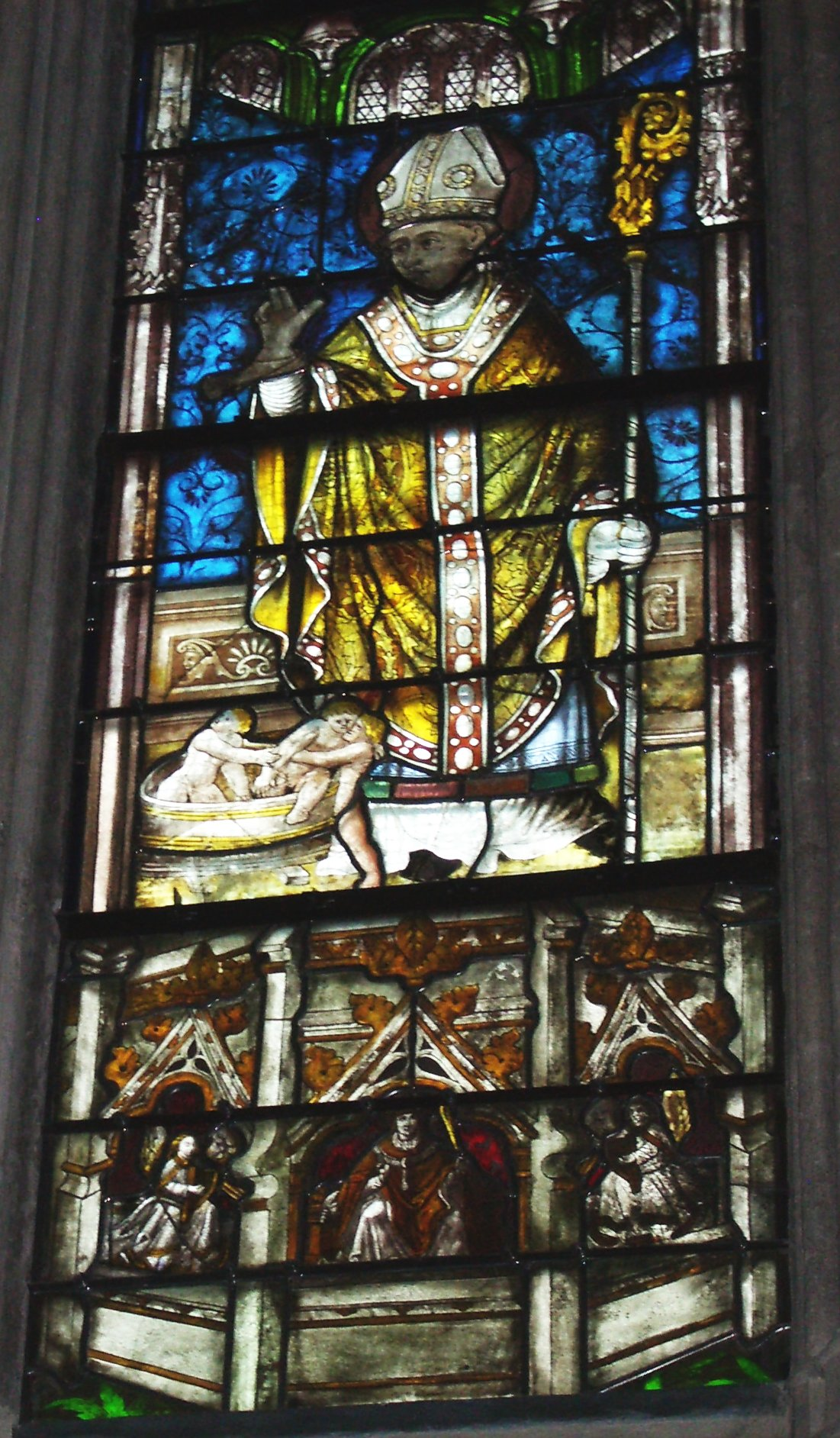

## Statuaire
- Dans le croisillon nord, on trouve une statue de saint Fiacre du XVe siècle et un saint Michel du XVIIe siècle.
- Dans la chapelle latérale, se trouve un bas-relief en marbre du XVIIe siècle et un retable en bois du XVIe siècle, dédié aux litanies de la Vierge.
- À l'entrée du chœur, se trouve une Vierge à l'Enfant du XVIIe siècle.
- Dans le chœur, est érigée une statue moderne de saint Taurin, œuvre de Gérard Vincent, sculpteur ébroïcien.

## Orgue
L'orgue de l'église a été fabriqué en 1842 par Callinet et Daublaine et restauré en 1974 par Alfred Kern.

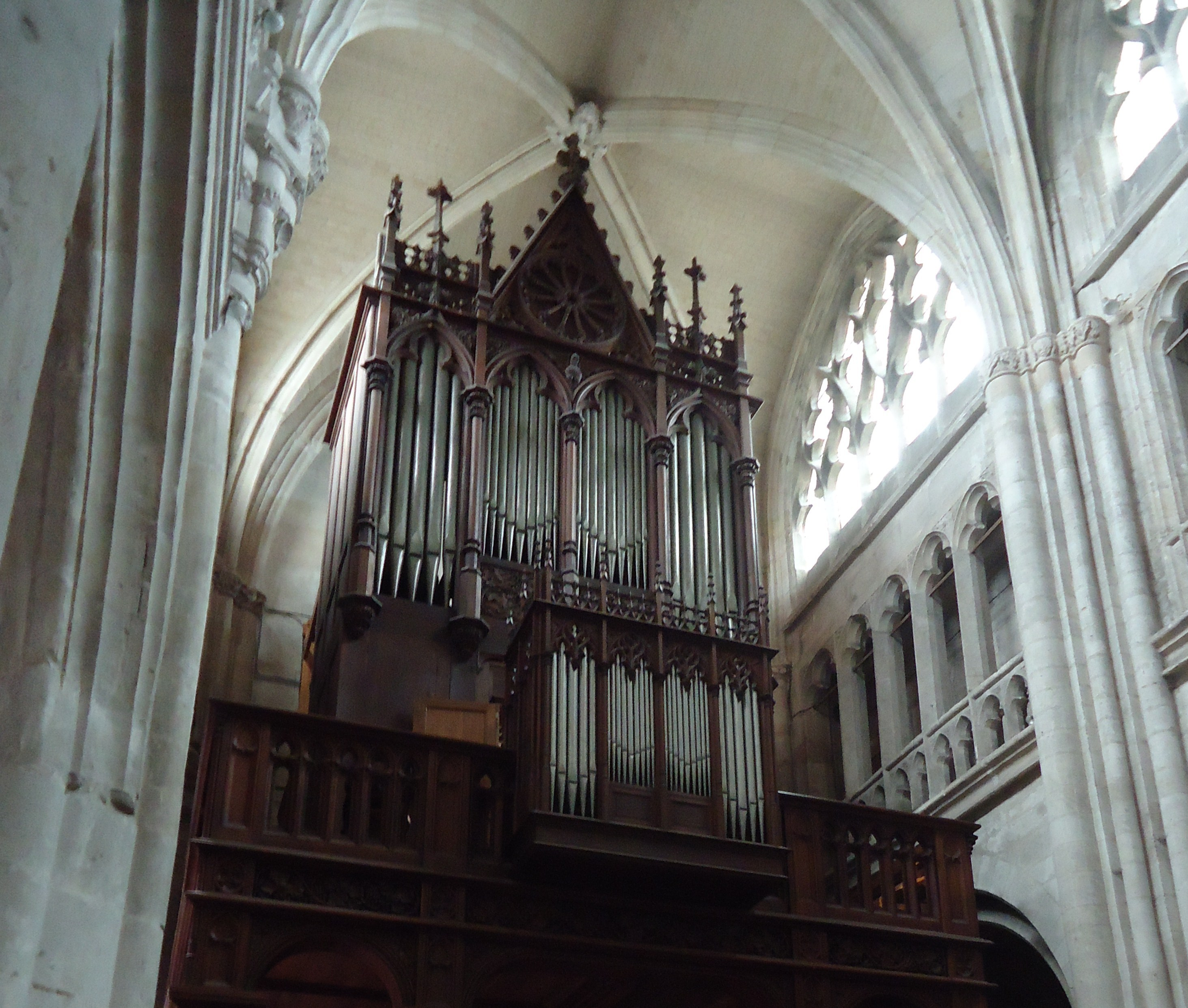
L'orgue en fond de nef.

## La châsse de saint Taurin
La châsse a été exécutée au XIIIe siècle sur l'ordre de Gislebert de Saint-Martin. Elle est faite de bois et d'argent et est recouverte d'une feuille d'or repoussé.
Le décor de cette châsse retrace les différents épisodes de la légende de saint Taurin.

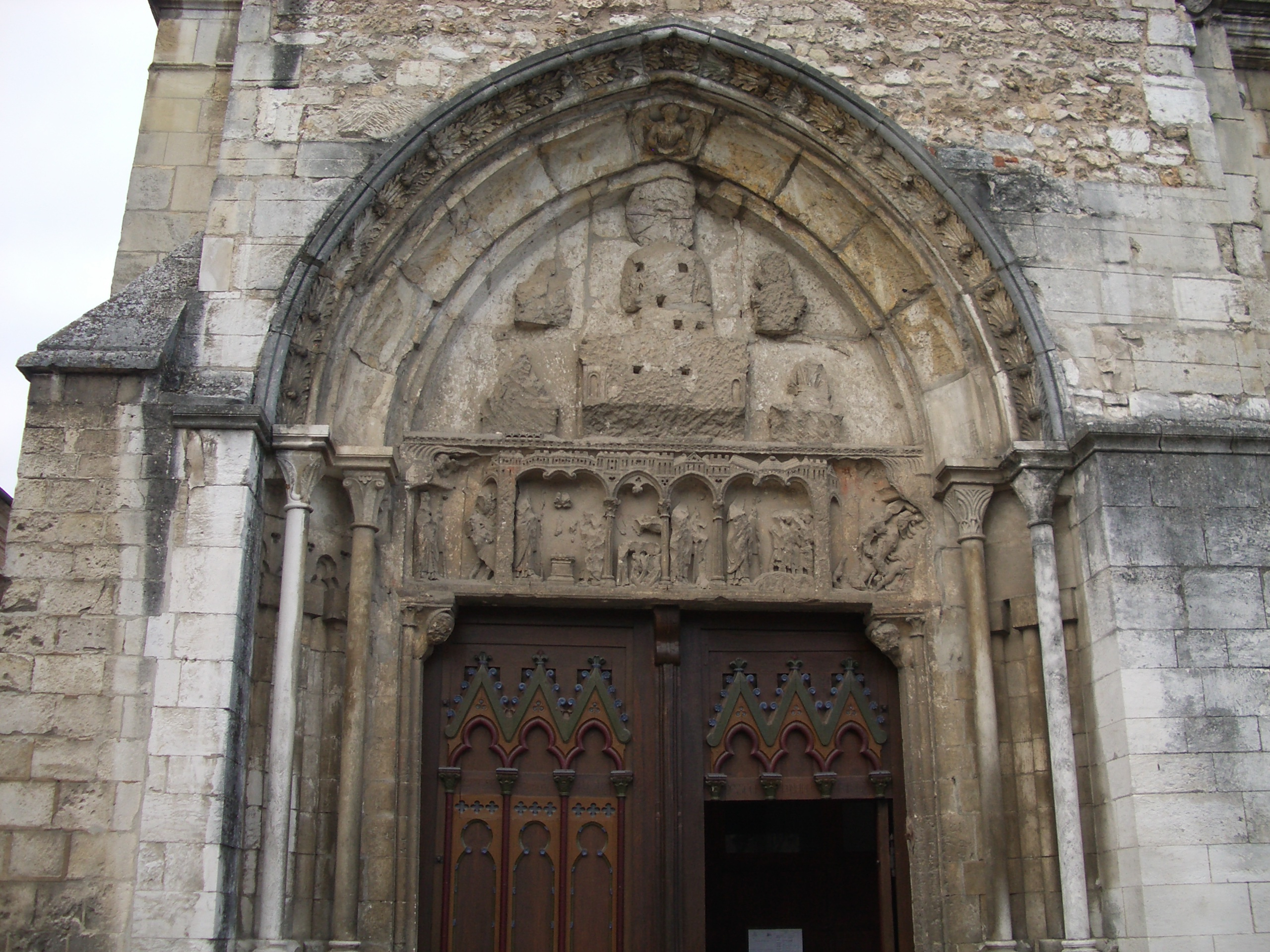
Portail sud de l'église Saint-Taurin.
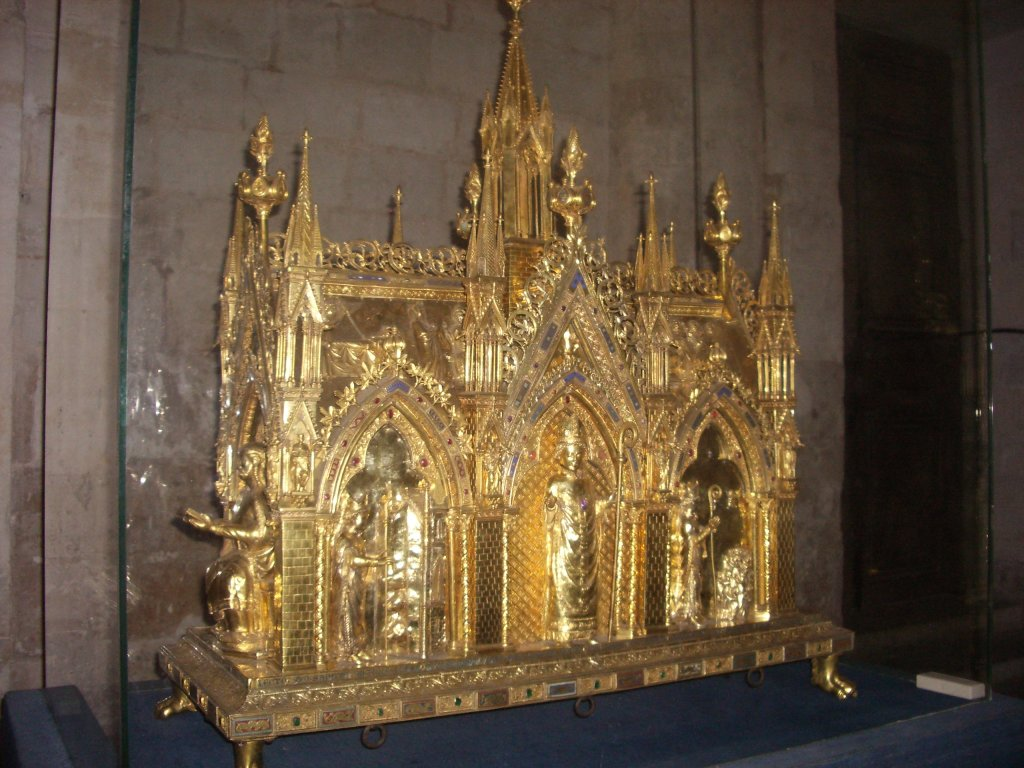
La châsse de saint Taurin.
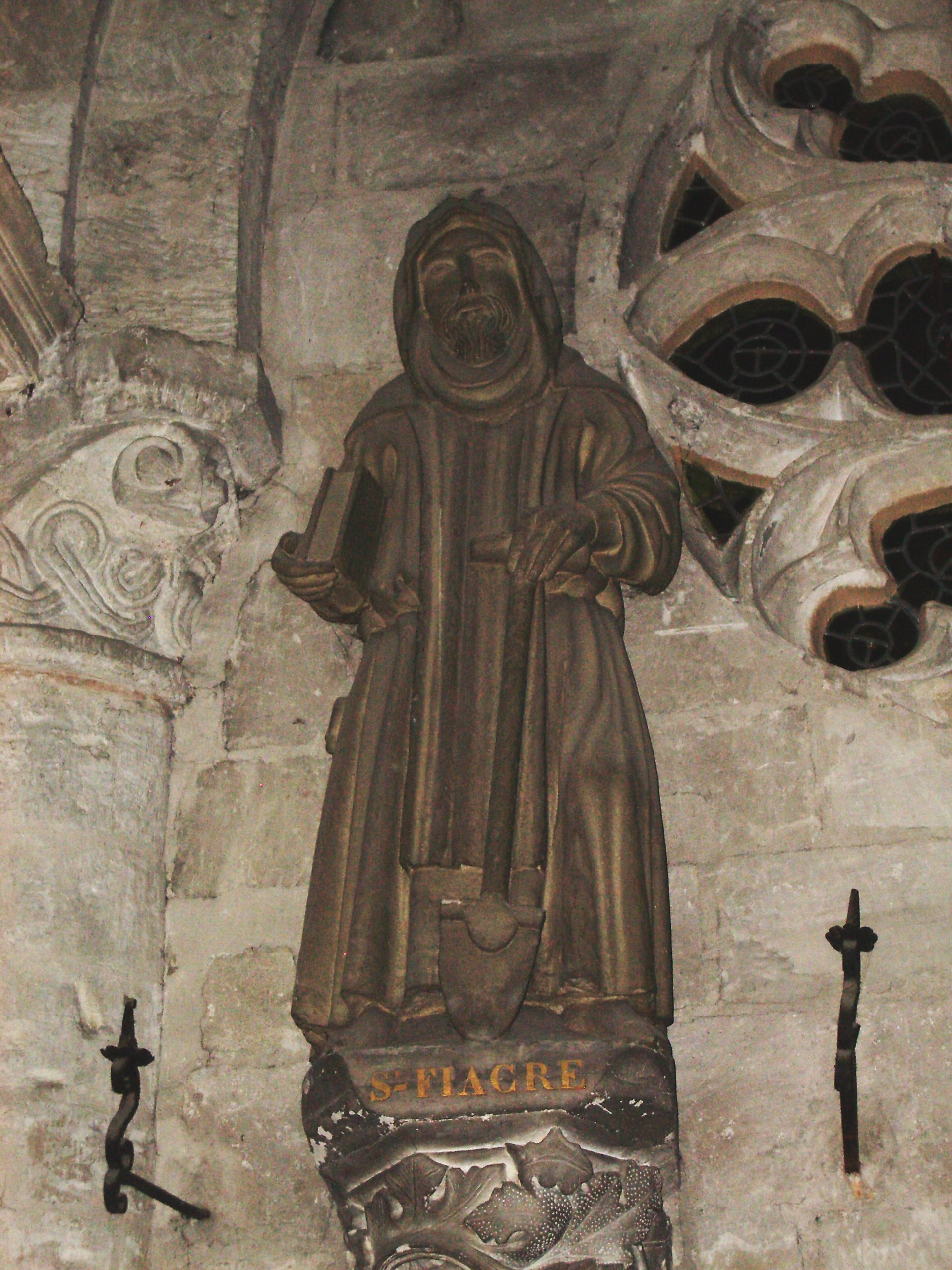
Statue de saint Fiacre du XVe siècle.